# Eva Probst
| Eva Probst                                | Eva Probst                                |
| Kattints az alábbi külső linkek egyikére! | Kattints az alábbi külső linkek egyikére! |
| ----------------------------------------- | ----------------------------------------- |
| Nem található szabad kép.(?)              |                                           |
| külső link · jogvédett                    | Portréja a TMDb adatbázból                |

Eva Probst (Berlin, 1930. április 21. – Berlin, 2018. november 19.) német színésznő.

## Élete

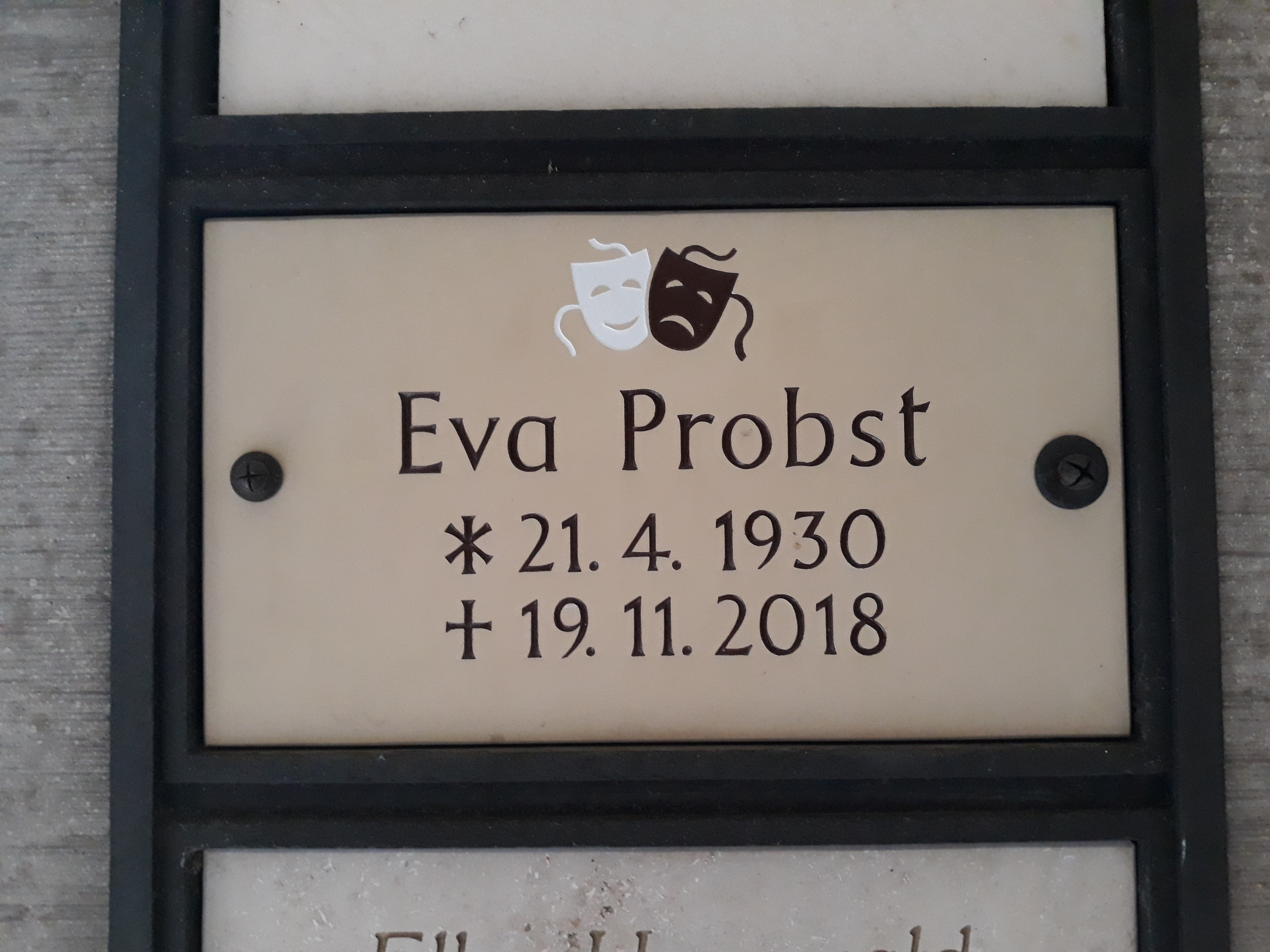
Sírhelye a berlin-wilmersdorfi urnatemetőben

## Filmjei
- Nur eine Nacht (1950)
- Hideg szív (Das kalte Herz) (1950)
- Die verschleierte Maja (1951)
- Stips (1951)
- Sein großer Sieg (1952)
- Ich hab’ mein Herz in Heidelberg verloren (1952)
- Anna Susanna (1953)
- Staatsanwältin Corda (1953)
- Der Vogelhändler (1953)
- The Lie (1954, tv-film)
- Hoheit lassen bitten (1954)
- Sohn ohne Heimat (1955)
- Drei Tage Mittelarrest (1955)
- Der Major und die Stiere (1955)
- Die Försterbuben (1955)
- Solange noch die Rosen blühn (1956)
- … und die Liebe lacht dazu (1957)
- Sie schreiben mit (1958, tv-sorozat)
- Biographie und Liebe (1961, tv-film)
- Gewagtes Spiel (1964, tv-sorozat, egy epizódban)
- Meine Schwiegersöhne und ich (1970, tv-sorozat, két epizódban)
- Paganini (1973, tv-film)
- Der Prinz (1986, tv-film)
- Quatre mains (1989)
- Bei mir liegen Sie richtig (1990)
- Das Glück sei Unbeweglichkeit (1990, tv-film)
- Így lettem Colette (Becoming Colette) (1991)
- Achterbahn: Schlangenliebe (1992)
- Gute Zeiten, schlechte Zeiten (1992–1993, tv-sorozat)
- Hallo, Onkel Doc! (1994)
- Az utolsó ember (Der letzte Mentsch) (2014)